# Тамікові
Та́мікові (Cisticolidae) — родина горобцеподібних птахів, що включає 26 родів і 167 видів. Представники родини мешкають переважно в Африці, де, імовірно, і виникла ця родина, а також в Євразії і Австралазії.

## Опис
Тамікові — дрібні птахи, середня довжина яких становить 9-20 см. Вони мають переважно коричневе або сіре забарвлення. Верхня частина тіла у них часто є поцяткована смужками, іноді має зеленуватий або жовтуватий відтінок, нижня частина тіла світліша. Крила тамікових відносно короткі, округлі, натомість хвіст у більшості представників родини досить довгий, часто направлений догори. Тамікові мають циліндричної або яйцеподібної форми тулуби, невеликі або середнього розміру голови, короткі, товсті шиї, прямі, тонкі, гострі дзьоби середньої довжини і відносно довгі лапи.
Тамікові віддають перевагу відкритим середовищам, зокрема лукам, пасовищам, саванам і чагарниковим заростям. Вони живляться переважно комахами, гніздяться в чагарниках або очереті.

## Систематика і таксономія
За класифікацією, утвердженою Міжнародною спілкою орнітологів, виділяють 26 родів і 167 видів
- Ереса (Neomixis) — 3 види
- Таміка (Cisticola) — 53 види
- Сокотрійська таміка (Incana) — 1 вид (рід монотиповий)
- Принія (Prinia) — 29 видів
- Білогорла принія (Schistolais) — 2 види
- Південна принія (Phragmacia) — 1 вид (рід монотиповий)
- Замбійська принія (Oreophilais) — 1 вид (рід монотиповий)
- Тимелія-крихітка (Micromacronus) — 2 види
- Зелена принія (Urolais) — 1 вид (рід монотиповий)
- Oreolais — 2 види
- Червонокрил (Drymocichla) — 1 вид (рід монотиповий)
- Мала принія (Spiloptila) — 1 вид (рід монотиповий)
- Акаційовик (Phyllolais) — 1 вид (рід монотиповий)
- Нікорник (Apalis) — 25 видів
- Рудощока принія (Malcorus) — 1 вид (рід монотиповий)
- Вільговець (Hypergerus) — 1 вид (рід монотиповий)
- Рудогорлий вільговець (Eminia) — 1 вид (рід монотиповий)
- Цвіркач (Camaroptera) — 5 видів
- Зебринка (Calamonastes) — 4 види
- Іржаста зебринка (Euryptila) — 1 вид (рід монотиповий)
- Жалівник (Bathmocercus) — 2 види
- Рудоголовий жалівник (Scepomycter) — 2 види
- Кравчик (Orthotomus) — 13 видів
- Африканський кравчик (Artisornis) — 2 види
- Білохвостий цвіркач (Poliolais) — 1 вид (рід монотиповий)
- Жовтобрюшка (Eremomela) — 11 видів